# Magnolia × soulangeana
Magnolia × soulangeana (saucer magnolia) là một loại cây lai trong Magnolia và soulangeana. Đây là loài cây rụng lá với những bông hoa lớn, nở sớm với nhiều sắc thái khác nhau của màu trắng, hồng và tím. Đây là một trong những loài cây mộc lan được sử dụng phổ biến nhất trong nghề làm vườn, được trồng rộng rãi ở Quần đảo Anh, đặc biệt là ở miền nam nước Anh; và ở Hoa Kỳ, đặc biệt là bờ biển phía đông và phía tây.

## Gốc lai
Magnolia × soulangeana ban đầu được lai tạo bởi người làm vườn người Pháp Étienne Soulange-Bodin (1774–1846), một sĩ quan kỵ binh đã nghỉ hưu trong quân đội Napoleon, tại lâu đài của ông ở Fromont gần Paris. Ông đã lai tạo Magnolia denudata với M. liliiflora vào năm 1820, và rất ấn tượng với sự ra hoa sớm của cây con đầu tiên vào năm 1826.
Từ Pháp, cây lai nhanh chóng được đưa vào trồng trọt ở Anh và các khu vực khác của châu Âu, và sau đó cả Bắc Mỹ. Kể từ đó, các nhà nhân giống cây trồng ở nhiều quốc gia đã tiếp tục phát triển loại cây này và hơn một trăm giống cây trồng được đặt tên hiện được biết đến.

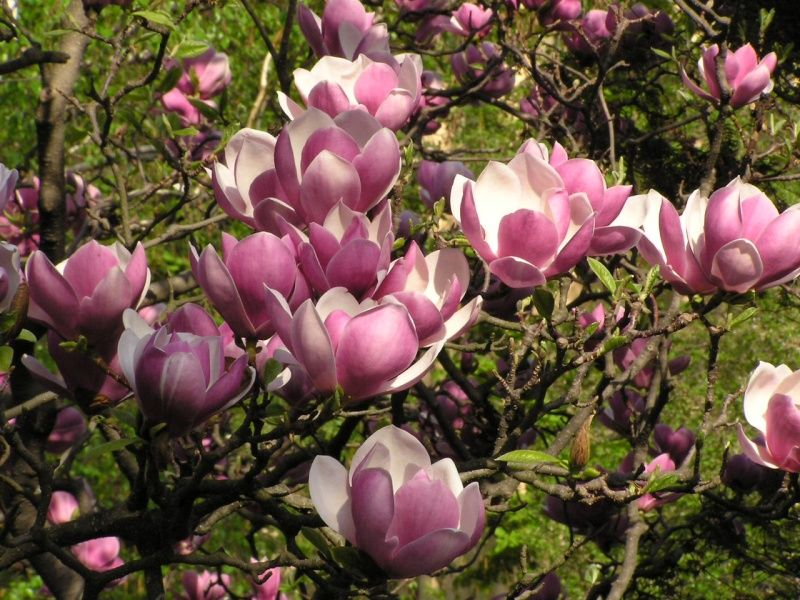
Magnolia × soulangeana, với những bông hoa lớn, sặc sỡ mở ra trước những chiếc lá.
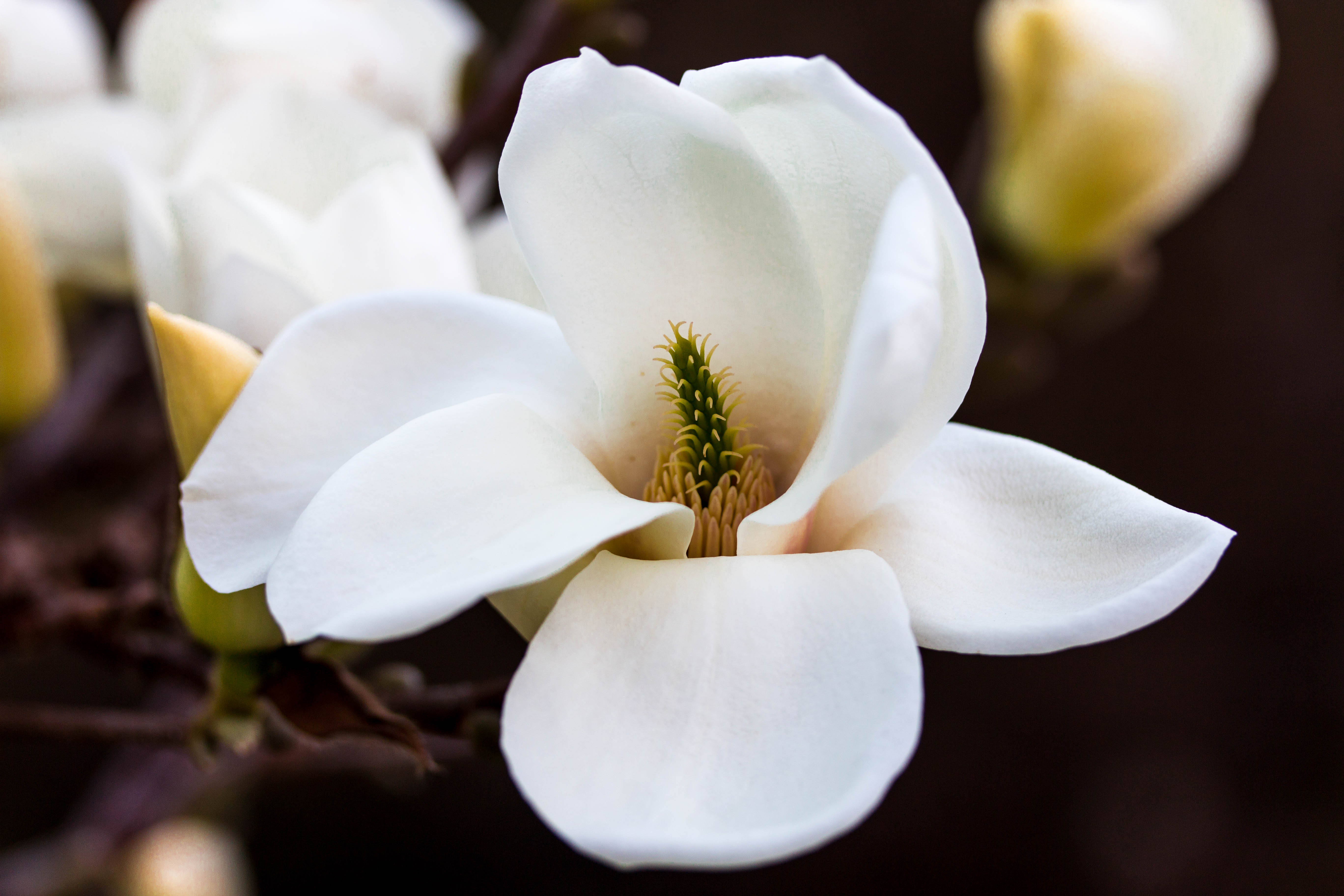
Một nụ trắng của Magnolia × soulangeana
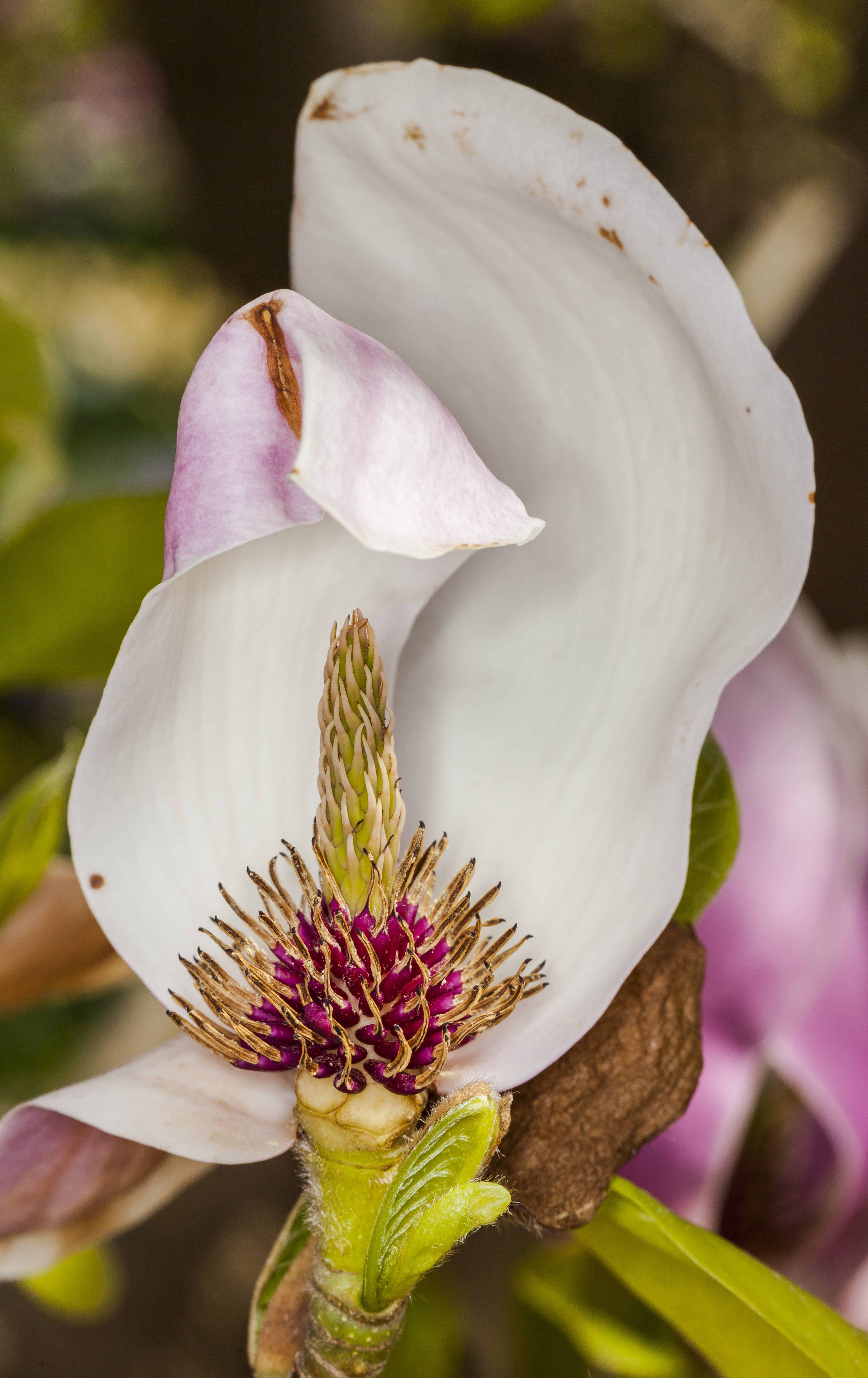
Bên trong Magnolia × soulangeana 'Speciosa'.
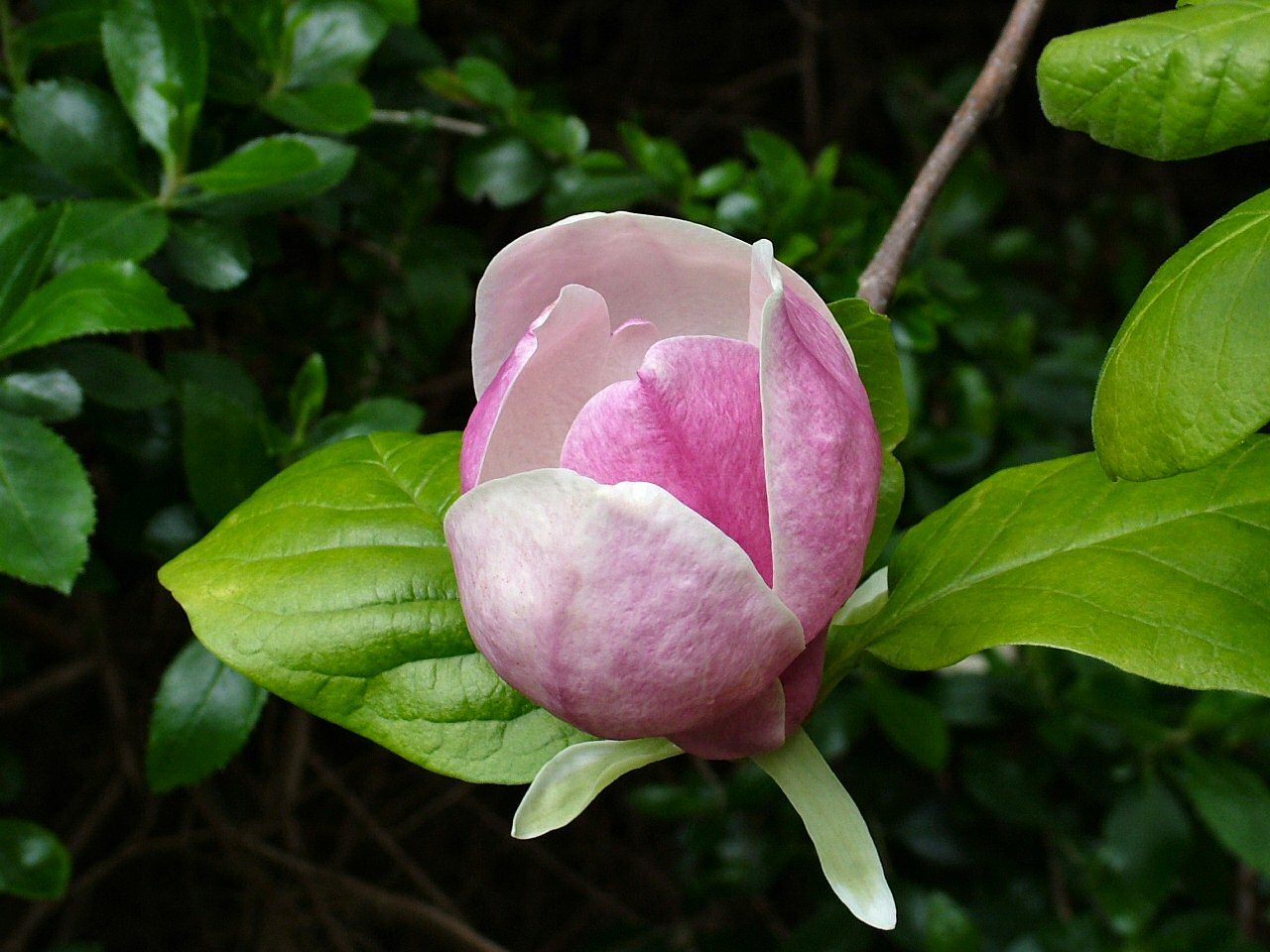

## Mô tả

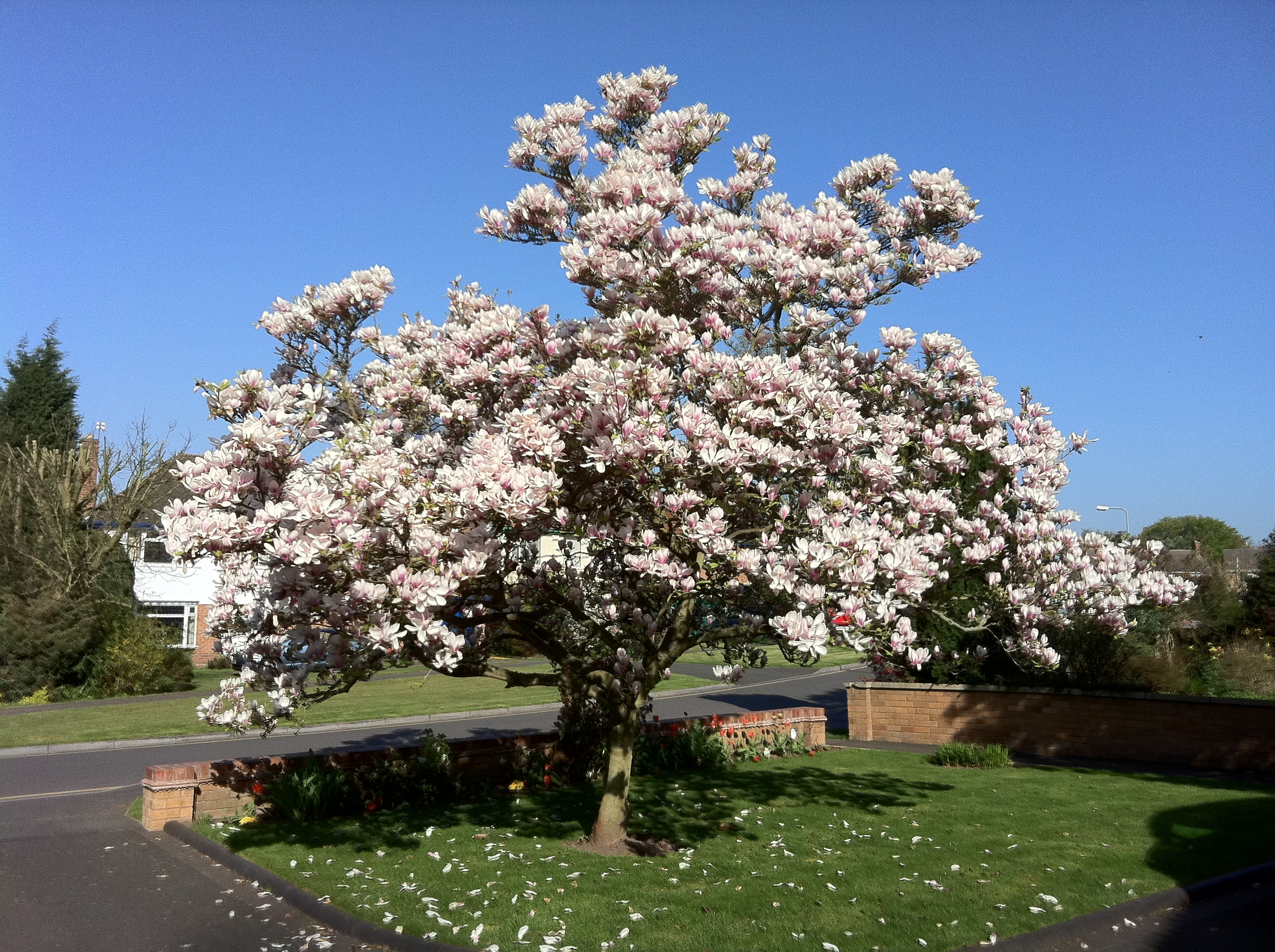
Magnolia × soulangeana, tháng 4, 2011

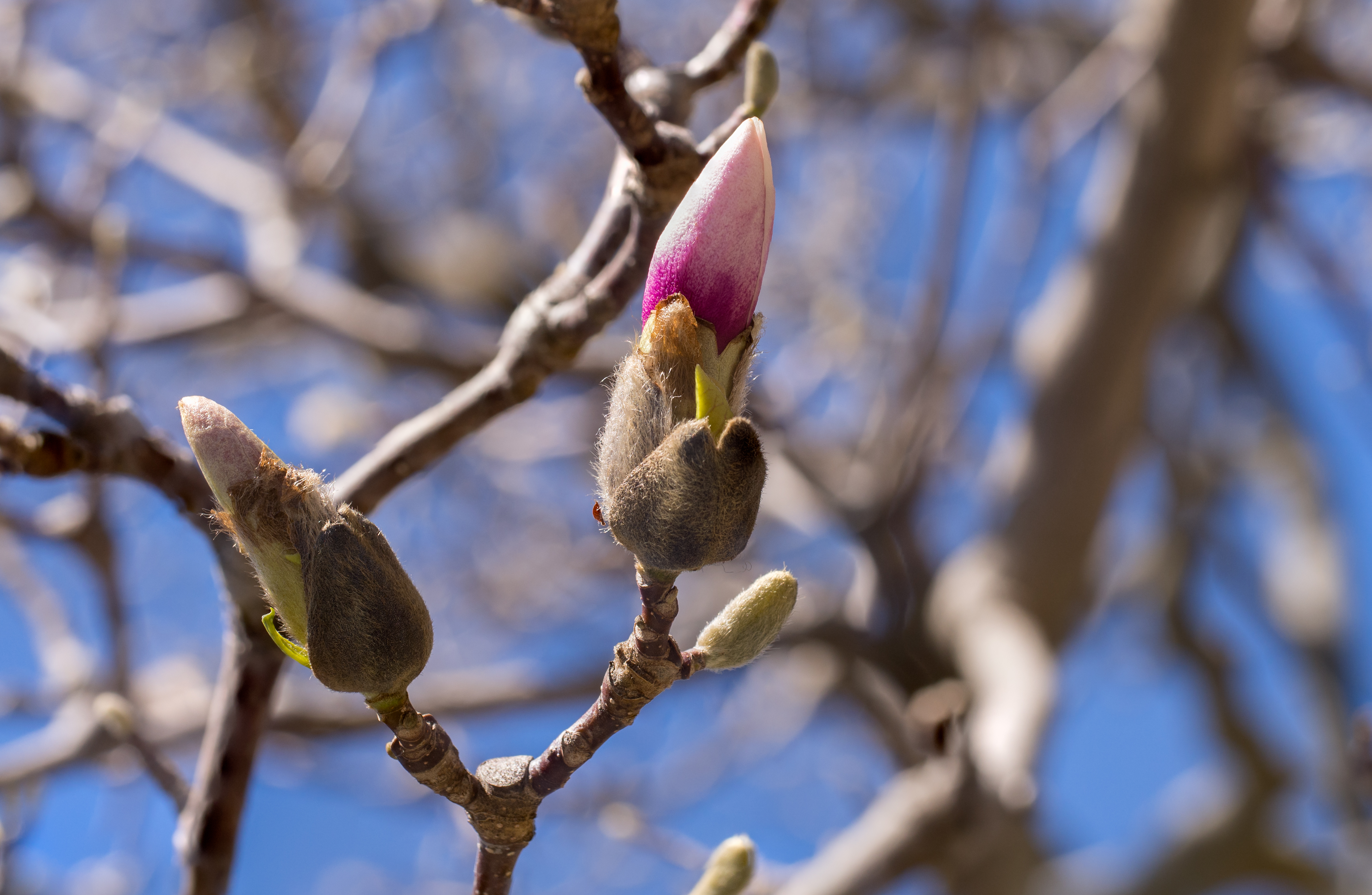
Nụ hoa mộc lan bắt đầu ra hoa

Trồng như một loại cây bụi lớn hoặc cây nhỏ, Magnolia × soulangeana có thay thế, đơn giản, sáng bóng, đầy lá cây hình bầu dục màu đậm trên phần xuất phát của thân cây. Hoa của nó nổi bật trên cây trần vào đầu mùa xuân, với những chiếc lá rụng rơi ngay sau đó, kéo dài suốt mùa hè cho đến mùa thu.
Hoa Magnolia × soulangeana có kích thước lớn, thường có chiều dài 10–20 cm (4–8 in) và có nhiều màu trắng, hồng và nâu. Một giống Mỹ, 'Grace McDade' từ Alabama, được báo cáo là mang những bông hoa lớn nhất, với đường kính 35 cm (14 in), hoa nhuốm màu trắng với màu tím hồng. Một giống khác, Magnolia × soulangeana 'Jurmag1', được cho là có hoa màu tối nhất và độ chặt nhất. Thời gian nở và kéo dài của hoa khác nhau giữa các giống đã được đặt tên, cũng như khác biệt về hình dạng của các giống hoa. Một số là hình cầu, một số khác có hình dạng chiếc cốc.
Magnolia × soulangeana đáng chú ý vì dễ trồng, và khả năng chịu đựng tương đối của nó đối với gió và đất kiềm (loại đất có độ pH từ 7,5 – 9) (hai yếu điểm của nhiều loại mộc lan khác). Giống 'Brozzonii' đã đạt được Hội làm vườn Hoàng gia của Anh trao giải thưởng Garden Merit.